# Dani Ceballos
Daniel "Dani" Ceballos Fernández (n. 7 august 1996, Utrera, Andaluzia, Spania) este un fotbalist internațional spaniol care joacă la echipa spaniolă Real Madrid, și la echipa națională de fotbal a Spaniei pe postul de mijlocaș central.Ceballos a fost urmărit cu maximă atenție în această vară de către Real Madrid și Barcelona. Barcelona a pus prima ochii pe tânărul mijlocaș spaniol, dar el a ales în cele din urmă drumul spre Santiago Bernabeu, stadionul echipei spaniole CF Real Madrid.